# Fiston
Fiston es una película francesa del 2014 dirigida por Pascal Bourdiaux y protagonizada por Franck Dubosc y Kev Adams.

## Elenco
- Franck Dubosc: Antoine Chamoine
- Kev Adams: Alex
- Nora Arnezeder: Sandra
- Valérie Benguigui: Sophie
- Helena Noguerra: Monica
- Alice Isaaz: Élie
- Laurent Bateau: Benoît Legrand
- Danièle Évenou: Gigi